# Иродион
Иродион (Herodium или Herodion, на иврит: הרודיון; на арабски: هيروديون) е древна крепост с едноименен национален парк в региона Западен бряг в Палестина, намиращ се в Юдейската пустиня.
Разположен е на стръмен хълм във формата на пресечен конус край еврейското селище Текоа. Отдалечен е на 5 км югоизточно от Витлеем и на 15 км южно Йерусалим, в близост до древния път към Мъртво море.
Той е сред знаменитите постройки на Ирод Велики, в чиято чест носи неговото име подобно на Иродовия Втори храм. Днес е единственото място в света, което носи името на античния юдейски цар от времето на Исус Христос.